# Anneli Ott

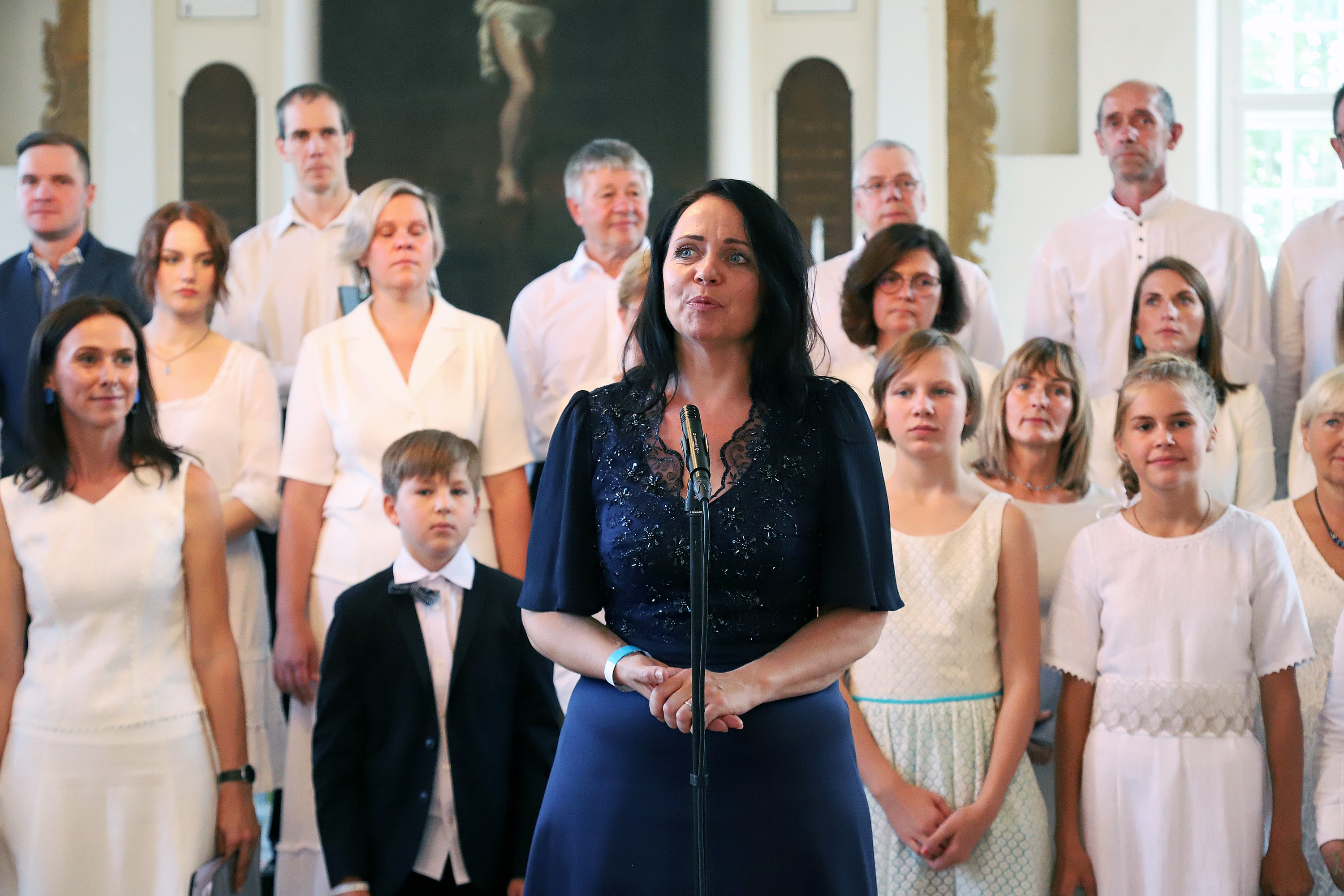
Anneli Ott kulturális miniszter a rõugei Szűz Mária-templomban 2021-ben

Anneli Ott (Tartu, 1976. május 2. –) észt politikus, önkormányzati tisztviségviselő és tanár.
2020. november 25. és 2021. január 26. között az Észt Köztársaság közigazgatási minisztere  Jüri Ratas 2. kabinetjében. 2021. január 26-tól 2021. november 3-ig kulturális miniszter Kaja Kallas miniszterelnök koalíciós kormányában.

## Élete
Tartuban született, Észtország második legnagyobb városában. 1994-ig a dél-észtországi Parksepában (Võru megyében) járt iskolába. Ezután a Tartui Egyetem Sporttudományi Karán tanult, 1999-ben szerzett diplomát. Mesterképzéssel az általános iskolai tanári képesítést 2000-ben szerezte meg.

### A politikus
Bekapcsolódott az Észt Népszövetség tevékenységébe, 2009-ben csatlakozott a Szociáldemokrata Párthoz, 2011-ben pedig az Észt Középpárthoz (az EB regionális szervezetének elnöki posztját töltötte be).
2005-ben Lasva község tanácsosává választották, és alpolgármester lett. Részt vett  Võru önkormányzatának tanácsában is. 2009-től 2010-ig a város polgármestere, 2014-től pedig a tanács elnöke. 2007 és 2015 között önkormányzati együttműködéssel foglalkozó helyi szervezetet vezetett.
2011-ben és 2015-ben sikertelenül indult a Riigikogu tagságért, de 2015 novemberében elfoglalta parlamenti képviselői helyét, Priit Toobalt váltva. 2019-ben országgyűlési képviselővé választották. 2020. november 25-én Jaak Aab helyére lépve a közigazgatási miniszteri posztot töltötte be Jüri Ratas második kormányában. 2021 januárjában Kaja Kallas kormányában kulturális miniszter lett. Az év novemberében lemondott erről a tisztségéről.

## Magánélete
Az apja Jaak Ott Võru város polgármestere volt. A szülei meghaltak az MS Estonia komp katasztrófájában. Nagybátyja, Jüri Ott helyi politikus Tallinnban.
Anelli Ott 2000 és 2012 között házas volt, egy lánya és egy fia van.

## Fordítás
- Ez a szócikk részben vagy egészben  az   Anneli Ott című észt Wikipédia-szócikk fordításán alapul.  Az eredeti cikk szerkesztőit annak laptörténete sorolja fel. Ez a jelzés csupán a megfogalmazás eredetét és a szerzői jogokat jelzi, nem szolgál a cikkben szereplő információk forrásmegjelöléseként.